# Condado de Linn (Missouri)
O Condado de Linn é um dos 114 condados do estado americano de Missouri. A sede do condado é Linneus, e sua maior cidade é Linneus. O condado possui uma área de 1 610 km² (dos quais 3 km² estão cobertos por água), uma população de 13 754 habitantes, e uma densidade populacional de 9 hab/km² (segundo o censo nacional de 2000). O condado foi fundado em 1837.